# Scapheremaeus hungarorum
Scapheremaeus hungarorum är en kvalsterart som beskrevs av Sandór Mahunka 1986. Scapheremaeus hungarorum ingår i släktet Scapheremaeus och familjen Cymbaeremaeidae. Inga underarter finns listade i Catalogue of Life.